# Edlington
Edlington – miasto w Anglii, w hrabstwie ceremonialnym South Yorkshire, w dystrykcie metropolitalnym Doncaster. Leży 20 km na północny wschód od miasta Sheffield i 229 km na północ od Londynu. W 2001 miejscowość liczyła 8276 mieszkańców.